# Karl Rümker
Christian Karl Ludwig Rümker, también conocido como Karl Rümker, Carl Rümker o Charles Rümker (Burg Stargard, 18 de mayo de 1788-Lisboa, 21 de diciembre de 1862) fue un astrónomo alemán.
Su nombre fue dado a una de las montañas de la Luna.

## Condecoraciones
- 1824: Medalla de Plata de la Royal Astronomical Society
- 1854: Medalla de Oro de la Royal Astronomical Society

## Obras
- Preliminary catalogue of fixed stars etc., Hamburg 1832
- Handbuch der Schiffahrtskunde, 6. Auflage, Hamburg 1857 (Bearbeitung der Neuauflagen, ursprünglich von Reinhard Woltman)
- Mittlere Örter von 12.000 Fixsternen, Hamburg 1843-1852, 4 Teile; neue Folge 1857, 2 Teile
- Längenbestimmung durch den Mond, Hamburg 1849